# Bill Everett
Pour les articles homonymes, voir Everett.
Bill Everett, (18 mai 1917 – 27 février 1973) est un dessinateur et scénariste de comics américain qui a travaillé pour Marvel Comics. Il a créé les personnages de Namor et de Daredevil.

## Biographie
Bill Everett naît le 18 mai 1917 dans la ville de Cambridge dans le Massachusetts. Après des études d'art à Boston, il commence par travailler dans la publicité. En 1939, il est engagé par le studio de Lloyd Jacquet. Il crée plusieurs comics sous son nom ou sous des pseudonymes. Il travaille aussi directement pour des éditeurs. C'est ainsi qu'il crée pour Atlas le personnage de Namor dans le premier numéro de Marvel Mystery Comics. Il crée de nombreux personnages comme Namora, Hydro-man avant d'être appelé par l'armée. En 1947, de retour à l'état de civil il reprend le personnage de Namor. Dans les années 1950, les super-héros perdent de leur aura et Bill Everett dessine des histoires d'horreur ou des westerns pour Atlas.
En 1955, Bill Everett quitte les comics et retourne à la publicité. En 1964, il revient chez Atlas, devenu entretemps Marvel où il dessine des histoires mettant en scène Daredevil ou Spider-Man. En 1972, il reprend la série Submariner avec Namor pour héros. Il tombe malade et meurt le 27 février 1973.
C'est un descendant de William Blake. Il a étudié à la Boston's Vesper George School of Art de 1934 à 1935.

## Récompenses
- 1995 : Temple de la renommée Jack Kirby (à titre posthume)
- 2000 : Temple de la renommée Will Eisner (à titre posthume)